# Classificazione di Blytt-Sernander
La classificazione, o sequenza, di Blytt-Sernander è una serie di periodi (o fasi) climatici del Nord Europa basati sullo studio delle torbiere danesi fatto da Axel Gudbrand Blytt (1876) e Rutger Sernander (1908). La classificazione venne incorporata in una sequenza di zone di polline successivamente definita da Lennart von Post, uno dei fondatori della palinologia.

## Descrizione
Gli strati nella torba furono notati per la prima volta da Heinrich Dau nel 1829. L'Accademia Reale Danese di Scienze e Lettere offrì un premio a chi fosse stato in grado da darne una spiegazione. Blytt ipotizzò che gli strati più scuri fossero stati depositati in periodi più secchi; i più chiari, nei periodi più umidi, definendoli con i termini Atlantico (caldo, umido) e Boreale (freddo, secco). Nel 1926 Carl Albert Weber notò dei confini netti (in tedesco grenzhorizont) in depositi di torba in Germania, che combaciavano con la classificazione di Blytt. Sernander definì i periodi sub-boreale e sub-atlantico, come pure i tardi periodi glaciali. Altri scienziati da allora hanno aggiunto ulteriori informazioni.
La classificazione venne fatta prima dello sviluppo di più accurati metodi di datazione, come quella effettuata con il C-14 e gli stadi isotopici dell'ossigeno. Attualmente il lavoro dei geologi in differenti regioni riguarda livelli marini, torbiere e campioni di carote di ghiaccio, con una varietà di metodi e uno sguardo verso ulteriori verifiche e perfezionamenti della sequenza di Blytt-Sernander. Essi arrivano così a vedere una corrispondenza generale tra l'Eurasia e il Nord America.
Le fluttuazioni dei mutamenti climatici sono più complesse di quanto un periodo di Blytt-Sernander possa identificare. Per esempio, recenti carotaggi di torbe del Fiordo di Roskilde e anche del Lago Kornerup in Danimarca evidenziano da 40 a 62 strati distinguibili di polline. Tuttavia non è stato ancora proposto un modello sostitutivo universalmente accettato.

## Problemi

### Datazione e calibratura
La sequenza di Blytt-Sernander è stata convalidata da una grande varietà di metodi di datazione scientifica, principalmente con le date del C-14 ottenute dalla torba. Le date più arcaiche del C-14 sono non-calibrate; vale a dire che esse furono derivate assumendo un grado costante di assorbimento di C-14 nel materiale analizzato nel corso del tempo. Invece la concentrazione del radiocarbonio nell'atmosfera è cambiata nel corso del tempo e pertanto le datazioni con il radiocarbonio devono essere calibrate.
Le date possono in qualche grado essere corrette confrontando la data non-calibrata con le date note attinte da metodi più accertati, come il conteggio e il confronto degli anelli di accrescimento degli alberi. Di solito viene migliorata la data non-calibrata con un grafico appropriato, o un “curva”, in modo da ottenere la data calibrata. La Calibratura suppone che il tasso moderno di assorbimento è quello noto nel 1950, quando iniziò la calibratura. Le date BP, Prima del Presente (before present) si riferiscono al 1950: da allora l'inquinamento atmosferico prodotto dalle armi nucleari ha alterato la concentrazione atmosferica. Anche con lo standard del 1950, rimane sempre una questione di precisione. Nessuna data fornita da qualsiasi sorgente può essere sicuramente scartata come “errata”. Il miglior metodo di datazione basa le date stimate su un andamento di date, salvo che una o qualcuna di esse si sappia essere più accurata.
Nella letteratura e su Internet, perciò, il lettore può osservare le cronologie che sono separate una dall'altra da circa un migliaio di anni. La differenza è causata dalla calibratura o dalla sua mancanza. La differenza aumenta andando indietro nel tempo. Spesso, tuttavia, se la data è calibrata, essa non è specificata o, se lo è, è sbagliata. Singole date o periodi definiti da date terminali sono date stimate. L'autore può preferire elencare le date derivate dall'analisi. Le date terminali sarebbero soltanto considerate come punti finali convenzionali; vale a dire, solo raramente si può dire con precisione e accuratezza che un evento o serie di eventi iniziarono o finirono in quell'anno, ma singole date sono più convenienti di una serie di date sparse.

### Correlazione fra discipline
La classificazione di Blytt-Sernander è stata usata come una struttura temporale per le culture archeologiche d'Europa e d'America. Alcuni si sono spinti così avanti da identificare gli stadi della tecnologia nel Nord Europa assegnandoli a periodi specifici; tuttavia, questo approccio è una riduzione semplicistica generalmente non accettata. Non c'è ragione, per esempio, perché gli europei settentrionali smettessero di usare il bronzo e iniziassero ad utilizzare improvvisamente il ferro proprio all'inizio del Subatlantico, nel 600 a.C. Nel caldo periodo Atlantico, la Danimarca era occupata da culture mesolitiche, piuttosto che neolitiche, nonostante le evidenze climatiche. È da tener presente che gli stadi della tecnologia differiscono notevolmente su scala globale.

## La sequenza
Le fasi del Pleistocene e le date approssimate calibrate (vedi sopra) sono:
- Dryas antichissimo
- Bölling (interstadiale), caldo
- Dryas arcaico (stadio), freddo, 14 000–13 600 BP
- Allerød (interstadio), caldo, 13 600–12 900 BP
- Dryas recente (stadio), freddo, 12 900–11 500 BP

Le fasi dell'Olocene sono:
- Preboreale
- Boreale, freddo, secco, innalzamento della temperatura, 11 500–8 900 BP
- Atlantica, caldo, umido, raggiungimento della temperatura più elevata, 8 900–5 700 BP
- Subboreale (Blytt-Sernander), 5 700–2 600 BP
- Subatlantica (Blytt-Sernander), 2 600–0 BP

## Specie come marcatori
Alcuni generi/specie di piante (utilizzate come marcatori) studiate nella torba sono
- Sphagnum, sfagno
- Carex limosa
- Scheuchzeria palustris, giunco (Rannock rush)
- Eriophorum vaginatum, erioforo
- Vaccinium oxycoccus, mirtillo di palude
- Andromeda polifolia, rosmarino di palude
- Erica tetralix, erica a foglie incrociate
- Calluna vulgaris, erica
- Pinus, pino
- Betula, betulla

Più sfagno appare nei periodi umidi. I periodi secchi vengono messi meglio in evidenza dall'andamento degli anelli di accrescimento annuale evidenziabili in tronchi di betulla e pino sezionati alla base.